# Kaihime
S'especula que Dama Kai (甲斐姫) ("hime" significa dama, princesa, dona de bona família), nasqué al Japó l'any 1572. Se la coneix com una dona heroica que lluità al costat del seu pare quan l'exèrcit de Toyotomi Hideyoshi assetjà el castell Oshi durant el setge d'Odawara (1590). Fou vassalla del Clan Hōjō tardà a la regió de Kantō.

## Biografia

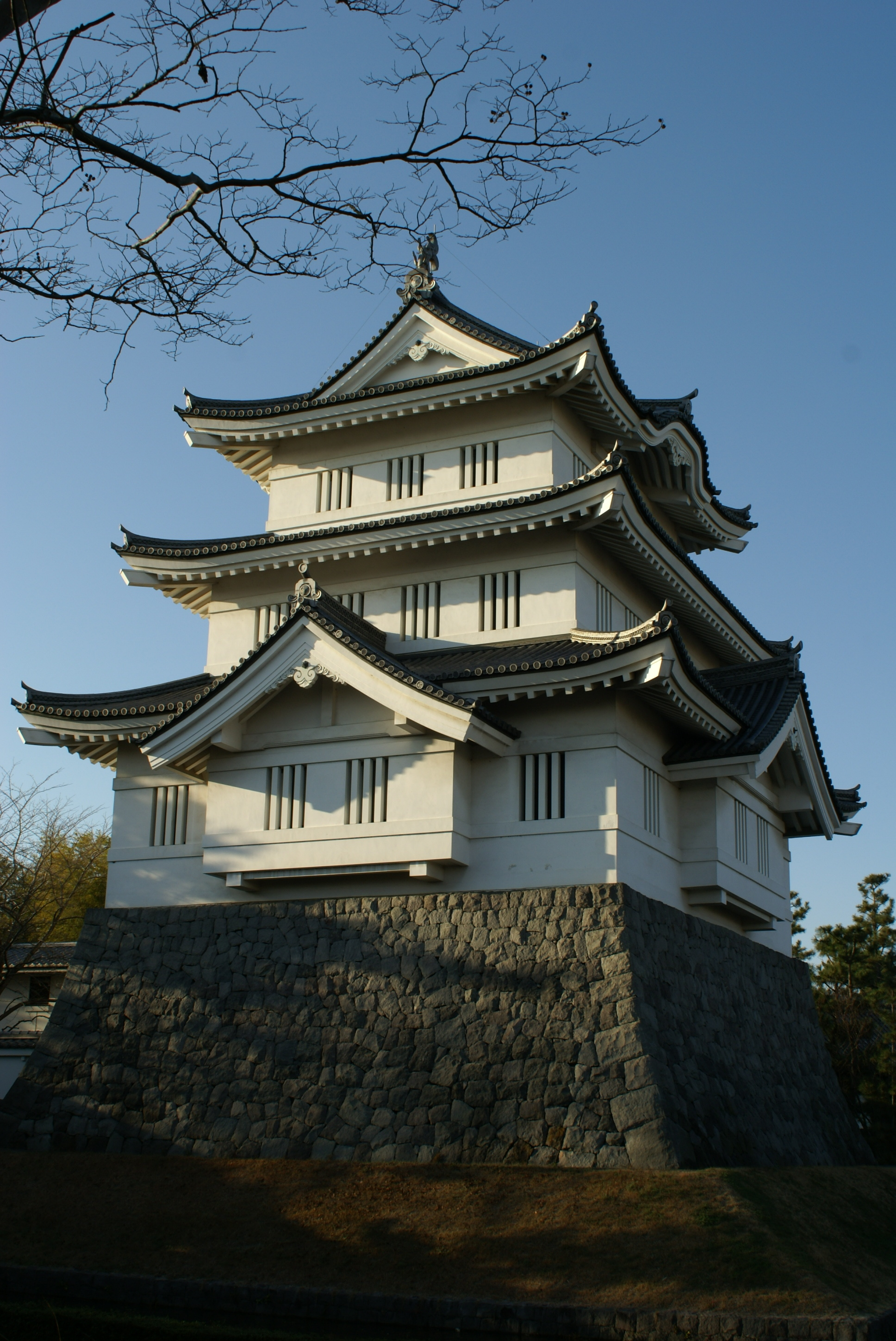
Castell Oshi

El juny de 1590, Ishida Mitsunari, vassall de Hideyoshi, dirigí 20.000 homes armats a capturar el castell Oshi. Mitsunari començà a construir un gran terraplè, que completà en una setmana. Ubicà el seu quarter general dalt d'una antiga tomba, prop del castell i ordenà abocar aigua dins el castell. Aviat aquest es trobà ple d'aigua i la gent del seu interior hagué d'abandonar-lo i cercar un lloc més elevat. Els fossats del voltant del castell, però, rebutjaren l'atac. De fet, les embarcacions construïdes pels homes de Hideyoshi foren usades en contra seu: Kaihime trencà els dics propers al castell, causant danys massius a les tropes del clan Toyotomi. A causa de la manca de previsió i planificació, les tropes Mitsunari van ser devastades per l'efecte de l'aigua.
Dama Kai es va oferir voluntaria per guiar els soldats restants, enfundada en la seva armadura i muntant a cavall, amb 200 homes. A més es diu que, quan Ishida es veié reforçat per Sanada Masayuki, Sanada Yukimura i Asano Nagamasa, ella es va enfrontar, i matar, al vassall de Sanada, Miyage Takashige, prenent el seu cap com a trofeu. Els seus èxits van donar un gran impuls a la moral de l'exèrcit de Narita Ujinaga i van obligar Mitsunari a retirar-se per a informar del seu fracàs a Hideyoshi.
Mitsunari restà ridiculitzat entre els senyors de la guerra. Fins al dia d'avui, el llarg estret on es va produir l'incident d'Oshi també és conegut com a "Ishida Tsutsumi". El castell d'Oshi va ser defensat amb un reduït nombre de soldats i camperols, només van caure quan Hōjō Ujimasa va ser derrotat a Odawara. Quan el castell Odawara es va rendir, el pare de Kaihime també va optar per fer el mateix amb l'esperança d'acabar amb la guerra.
Ella i el seu pare van quedar sota la custòdia de Gamō Ujisato durant un temps. En un moment en què el seu pare es trobava fora, Hamada Shugen i el seu germà petit van causar una rebel·lió interna (els registres històrics suggereixen que els germans Ujinaga van començar la revolta). Durant aquest tumults, la sogra de Dama Kai va ser assassinada. Tan aviat com s'assabentà de l'incident, Kai va brandir una espasa i va marxar a per els rebels. Va matar l'instigador i dos seguidors, reprimint de manera contundent l'escalada de violència. Hideyoshi, va saber de la seva valentia i s'hi va casar. Com a resultat, el seu pare es va convertir en un dels generals de confiança de Hideyoshi i va ser recompensat amb el castell Karasuyama i 20.000 koku.
Es diu que, molt temps després, quan ja s'acostava del final de la campanya d'estiu del Setge d'Osaka, Dama Kai aconseguí escapar amb la concubina de Toyotomi Hideyori (Oiwa no kata) i la filla de Hideyori (Nāhime), i que Kaihime va defensar personalment Nāhime de la força de Tokugawa. Després d'això, tres d'elles es van convertir en monges a Tōkei-ji.

## En la cultura popular
- Se la coneixia per la seva bellesa, a més de la seva bravura. D'acord amb la crònica del clan Narita, se la lloava com "la dona més bella del Japó".（東国無双の美人）[4]
- Kaihime apareix en els víieojocs Koei Samurai Warriors 3 i Samurai Warriors 4, on la seva arma és un fuet-espasa, i a Takeda 3, com a general, sota el nom de Narita Kaihime.
- També apareix com a personatge a al joc de cartes col·leccionaves d'Irem Sengoku Efuda-yugi: Hotogisu Ran.
- És un personatge jugable a Pokémon Conquest (Pokémon + Nobunaga's Ambition al Japó), essent els seus companys Pokémon Darumaka i Darmanitan.
- La lluitadora professional Hiroyo Matsumoto lluità com a Kaihime per a la promoció del Dramatic Dream Team el 10 de febrer de 2013.[5]
- Nana Eikura la retratà en la seva pel·lícula de 2012 El castell flotant.